# Love of My Life
«Love of My Life» (укр. «Любов мого життя») — пісня-балада британського рок-гурту «Queen» з альбому «A Night at the Opera» 1975 року. Пісня, написана Фредді Мерк'юрі, була присвячена Мері Остін, з якою він мав тривалі відносини на початку 1970-х років. Стала відомою концертна версія цієї пісні, один з таких записів з концертів до альбому «Live Killers» вийшов як сингл з живим записом пісні «Now I'm Here» на стороні «Б». Після виконання у Південній Америці 1981 року, пісня досягла 1 позиції у чартах синглів в Аргентині та Бразилії, залишаючись в аргентинських чартах цілий рік.
Первинно Фредді Мерк'юрі написав цю пісню на піаніно та гітарі, проте Браян Мей перебудував її для концертного виконання під 12-струнну акустичну гітару та понизив ключ на третину мінору. Мей також додав до оригінального студійного запису декілька гітарних фраз та награв нахильні глісандо на арфі, склеюючи до купи багаторазові одиничні акорди. Пісня є прикладом обізнаністі Мерк'юрі із рубато, демонструючи вплив класичних робіт Шопена та Бетховена на музиканта. Джон Дікон грав баси лише в декількох місцях. З ударних присутні лише тарілки в одному місці.
З подібною ліричною темою Роджер Тейлор написав пізніше сингл «These Are the Days of Our Lives» послухавши «Love of My Life», двічі використовуючи рядок "Я все ще люблю тебе". В кінці «These Are the Days of Our Lives» Мерк'юрі просто говорить ці слова, як часто він це робив під час живого виконання «Love of My Life».
Під час рейсу космічного шатлу «Колумбія» (STS-107) ізраїльський космонавт Ілан Рамон попросив зіграти цю пісню. Пісня була зіграна в шатлі, після чого Рамон сказав: «Особливого доброго ранку моїй дружині, Роні, любові мого життя». Рамон помер незабаром після катастрофи «Колумбії» під час свого повернення в атмосферу у 2003 році.

## Живі виступи
Браян Мей зробив більш просту версію пісні для концертних виступів. У ній домінуючим інструментом є дванадцятиструнна гітара. Партій рояля і арфи в пісні немає. У пісні є гітарне соло, але грається воно не на електрогітарі. Під час виконання пісні на концертах згасало світло, було видно лише Мерк'юрі і Мея, що знаходилися разом. Співак стояв з мікрофоном, а гітарист сидів зі своєю гітарою біля нього. У 1979 році концертне виконання «Love of My Life» з альбому «Live Killers» було випущено як сингл. Мерк'юрі іноді давав заспівати приспів глядачам, і коли вони його співали, він диригував шанувальниками. Це дуже сподобалося жителям Південної Америки, і тому там так полюбили цю пісню. Пісня ніколи не виконувалася разом з піснею «The Prophet's Song», хоча у альбомі одна плавно переходить в іншу. 
Після смерті Мерк'юрі, Мей часто присвячував йому цю пісню на своїх власних концертах. Примітним винятком є виступ у Шеффілді, який був записанний на CD і DVD під назвою «Return of the Champions». На цьому виступі Мей оголосив, що мати Мерк'юрі була присутня на концерті, і він присвятив їй пісню. Під час туру проекту «Queen + Пол Роджерс» Мей виконував кілька рядків пісні, а потім публіка брала на себе виконання тексту, як це робив Мерк'юрі. Коли пісня виконувалася у Глазго на арені «SECC» під час «Rock the Cosmos Tour» 2008 року, Мей присвятив цю пісню своїй недавно померлій матері.
Під час шостого концерту «Rock in Rio» у 2015 році проект «Queen + Адам Ламберт» був одним з виконавців, які відзначили 30-річний ювілей фестивалю. У «Love of My Life» Мей заспівав кілька рядків, було продемонстровано архівні кадри з Мерк'юрі, виконуючим пісню під час першого концерту на стадіоні «Вемблі» у 1986 році.

## Сингл. Концертна версія 1979 року
Акустична версія пісні, представлена в альбомі гурту «Live Killers» 1979 року, була записана на концерті на майданчику закладу «Festhalle» у Франкфурті 2 лютого того ж року. Скорочена версія пісні була випущена як сингл у Великій Британії та інших країнах, до неї не входили розмовний вступ і закінчення як це було в альбомі. В примітках до випуску DVD «Greatest Video Hits 1» говорилося, що живе аудіо, яке стало супроводом музичного відео, було записано у Франкфурті, воно було відредаговано для треку, а само відео складалося з кадрів, записаних на концерті у Токіо в 1979 році. Фактично, відзнятий матеріал був знятий перед одним з трьох концертів в Токіо, які гурт відіграв між 23-25 квітня. У ньому були вплетені фрагменти двох концертів в Парижі на початку року. Після виконання пісні в Південній Америці у 1981 році саме ця версія досягла 1 позиції у чарті синглів в Аргентині і Бразилії, залишаючись в аргентинських чартах цілий рік.

## Відеокліп
Режисером відео є Денніс Де Велленс. Відео знімалося до концертної версії пісні. У кліпі показано концертний виступ гурту в концертному залі «Будокан» в Токіо і в «Павільйон-де-Парі» в Парижі, але звук в ньому з концерту у Франкфурті.
Сцена в Токіо наповнена бірюзовим підсвічуванням, а в Парижі звичайне освітлення. Є відмінності і між костюмами музикантів — в Токіо у Мея білий піджак, а в Парижі чорна сорочка і біла жилетка. На Мерк'юрі в Токіо білі підтяжки з червоною і синьою смугами по краях в той час, як в Парижі на ньому сріблясті та червоні підтяжки.
Варто відзначити, що на концерті в Токіо 25 квітня, який був знятий і пізніше частково показаний на японському телебаченні, «Love of My Life» не була виконана у зв'язку з дуже поганим станом голосу Мерк'юрі на той момент. Також, Мей і Мерк'юрі жодного разу не показані в одному кадрі разом з аудиторією; аудиторію видно тільки лише на окремих кадрах. Швидше за все, кадри з Токіо були зняті в порожньому залі перед концертом 25 квітня або перед одним з двох попередніх концертів в «Будокані» 23 або 24 квітня. Кадри, на яких Мерк'юрі з'являється в сріблястих, а також в червоних підтяжках, були зняті на двох концертах у Парижі 28 лютого і 1 березня відповідно.

## Queenпро пісню
«„Love Of My Life“ адаптована на сцені для гітари, але вона була написана на фортепіано. Я повністю забув оригінал, і якщо ви попросили мене зіграти це зараз, я не зміг би. Іноді мені доводиться повертатися до листка з музикою, і я теж не можу це прочитати» — Фредді Мерк'юрі, 1981
Інтерв'юєр: «Ви навчилися грати на арфі задля пісні „Love Of My Life“?»
«Слово "навчився" було б занадто сильним. Я виконував гру акорд за акордом. Взагалі-то, більше часу пішло на те, аби налаштувати інструмент, ніж власне грати на ньому. Це був кошмар через те, що коли кожного разу хтось відчиняв двері, температура в кімнаті змінювалася і арфа виходила із строю. Я б не зрадів грати на арфі на сцені. Я лише з'ясував як на ній грати – педалі і все таке – і грав по маленьким частинам» — Браян Мей, 1982
«Я терпіти не можу цю фішку при відтворюванні альбому на сцені. Інколи ми навмисно робимо зміни. Гляньте на „Love Of My Life“ для прикладу. У студійному записі я граю на піаніно, але на сцені є лише гітара Браяна і мій вокал, через те, що так все набагато краще працює на концерті» — Фредді Мерк'юрі, 1984

## Кавер-версії
- Гурт «Extreme» виконав пісню на Концерті пам'яті Фредді Мерк'юрі.
- Гурт «Scorpions» виконав пісню на концерті «Acoustica» у 2001 році.
- У 1991 році вокаліст гурту «A-ha» Мортен Гаркет виконав пісню на концерті «Live At Figaro».

## Музиканти
- Фредді Мерк'юрі — головний вокал, піаніно;
- Браян Мей — акустична гітара, електрогітара, арфа;
- Роджер Тейлор — цимбали;
- Джон Дікон — бас-гітара.

## Чарти
| Чарт (2018)                      | Позиція |
| -------------------------------- | ------- |
| США (Hot Rock Songs) (Billboard) | 23      |

## Сертифікації
| Країна                                                     | Сертифікація | Продано |
| ---------------------------------------------------------- | ------------ | ------- |
| Італія (FIMI)                                              | Золото       | 25,000* |
| *продажі + потокові дані, засновані тільки на сертифікації |              |         |